# Chris Snee
Christopher Snee (8 de janeiro de 1982, Edison, New Jersey) é um ex jogador profissional de futebol americano que atuava como guard pelo New York Giants na National Football League.